# Abarema levelii
Abarema levelii là một loài thực vật có hoa trong họ Đậu. Đây là loài bản địa của Venezuela và bắc Brasil.